# The Wurzels
The Wurzels sind eine britische Band, die seit den 1970er Jahren in ihrer Heimat erfolgreich ist. Sie sind die bekannteste Band des West Country, der Region im Südwesten der britischen Insel von Gloucestershire bis Land’s End.

## Bandbiografie

### Adge Cutler

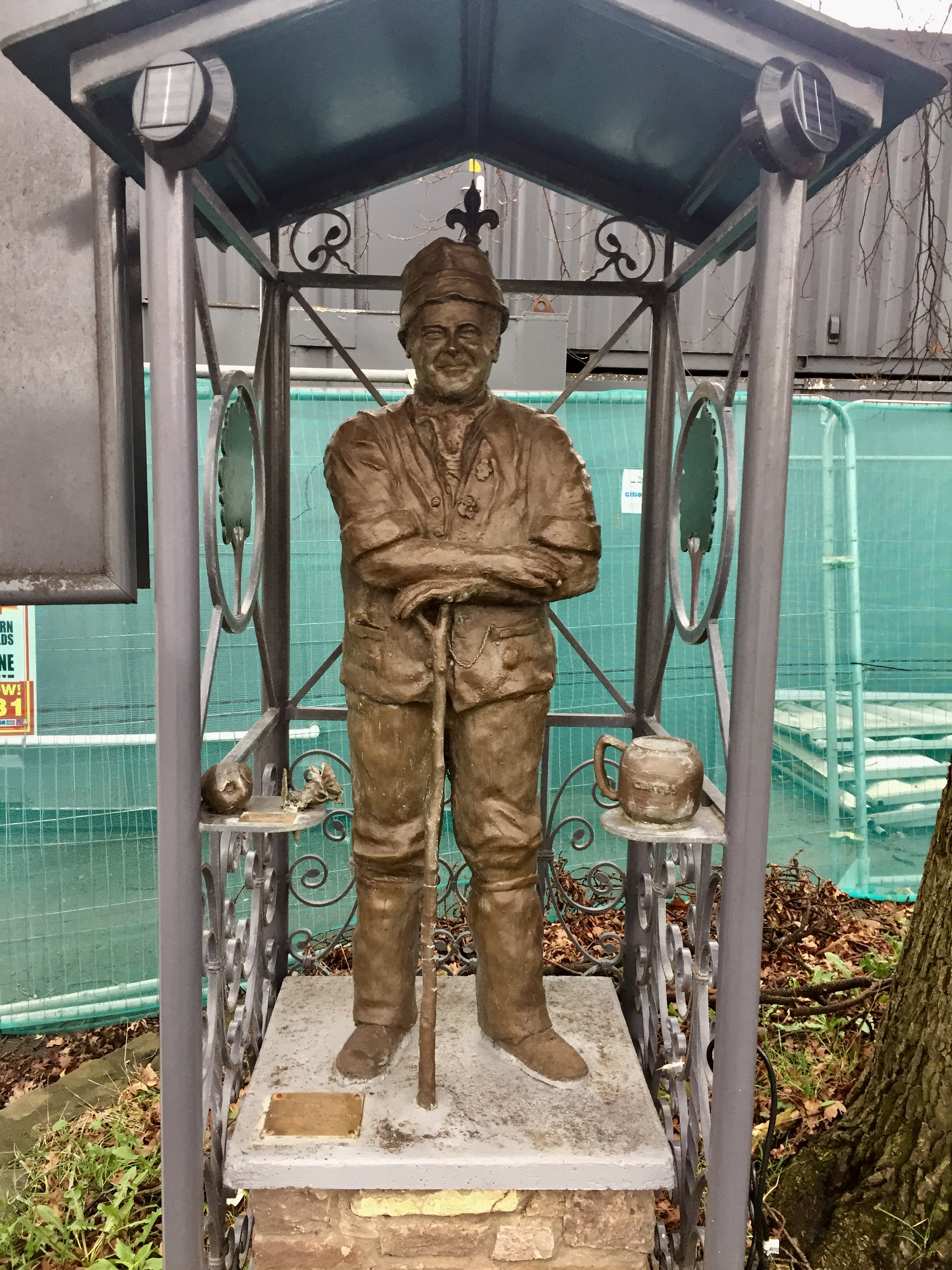
Statue von Adge Cutler vor dem Royal Oak Pub in Nailsea (2018)

Gegründet wurden die Wurzels 1966 als Begleitband von Adge Cutler, der unter anderem auch Roadmanager von Acker Bilk gewesen war. Der Bandname leitet sich von dem deutschen Wort Wurzel ab, das im Englischen in der „mangelwurzel“, der Bezeichnung für die Runkelrübe, Eingang gefunden hat. Dies passte auch zur Musik des aus Bristol stammenden Cutler, der in lokalem Dialekt in vielfach humorvollen Folksongs die typischen Themen des englischen West Country besang: Landwirtschaft, Fabrikarbeit, Dorfleben und die Spezialität des Südwestens, der Cider.
Damit waren er und seine drei Mitmusiker nicht nur regional erfolgreich, 1967 konnten sie mit Drink Up Thy Zider sogar in die britischen Singlecharts vordringen. Das Lied ist auch heute noch ein regionaler Klassiker. Auch ihr Debütalbum platzierte sich landesweit. Neben traditionellen Liedern spielten sie viele von Adge Cutler selbst geschriebene Songs, und auch wenn sie es nicht mehr in die Charts schafften, so erfreuten sie sich im West Country jahrelang großer Popularität. Am 5. Mai 1974 kam es zu einem großen Einschnitt, als Adge Cutler bei einem Autounfall ums Leben kam.

### Combine Harvester
Damit fehlte der Band nicht nur der Kopf und Sänger, sondern vor allem auch der Songschreiber. Zudem gab Reg Quantrill auf, der einzige der Wurzels von 1974, der von Anfang an dabei gewesen war. Die verbliebenen beiden Musiker, Tommy Banner und Tony Baylis, beschlossen jedoch weiterzumachen. Als drittes Mitglied kam Pete Budd hinzu. Zuerst ließen sie noch ein Album mit bekannten Songs und unveröffentlichten Cutler-Songs folgen, aber da ihnen der Komponist fehlte, nahmen sie sich schließlich bekannte Hits vor und versahen sie mit neuen witzigen Texten. Ihre erste Single war allerdings kein eigenes Werk, sondern die Coverversion einer Parodie des Komikers Brendan Grace, der damit bereits in seiner Heimat Irland 1975 einen Nummer-eins-Hit gehabt hatte. Es handelt sich um eine Version des Hits Brand New Key von Melanie mit dem neuen Titel Combine Harvester. Dieses witzige Lied über einen Mähdrescher fand auch in Großbritannien so viel Anklang, dass es innerhalb von fünf Wochen bis auf Platz 1 der britischen Charts stieg. Die Single verkaufte sich fast 400.000 Mal.
Aufgrund der großen Popularität, die ihnen ihr Hit einbrachte, ließ man noch im selben Jahr ein neues Album und eine Single gleicher Machart folgen. Die Melodie stammte diesmal von Una paloma blanca von der George Baker Selection, der Text hieß I Am a Cider Drinker. Damit hatten sie einen weiteren großen Hit und erreichten Platz 3 der Hitparade. Auch dieses Lied verkaufte sich noch eine Viertelmillion Mal. Gerade im englischen Südwesten, der Heimat des Cider, ist dieser Song auch heute noch populär.
Die zweite Singleauskopplung des Albums war Morning Glory, das mit Guy Fletcher und Doug Flett zwei renommierte Songschreiber hatte. Es entsprach aber nicht den Erwartungen nach den beiden Hitparodien und wurde ein richtiger Flop. Erst mit einem neuen Album und der Single Farmer Bill’s Cowman kehrten sie in der zweiten Hälfte des Jahres 1977 in die Charts zurück. Bei diesem Lied hatten sie sich den internationalen Instrumentalhit I Was Kaiser Bill’s Batman von Whistling Jack Smith aus dem Jahr 1968 vorgenommen und ihn mit Text versehen. Dennoch zeichnete sich ab, dass das Interesse an dieser Art von Liedern wieder abgeebbt war: Es erreicht nur noch die hinteren Chartränge und war für längere Zeit das letzte Lied, das sich platzieren konnte.
Dennoch veröffentlichten die Wurzels bis in die 80er Jahre hinein weiterhin regelmäßig Alben und auch Singles. In ihrer südwestenglischen Heimat blieb ihre Popularität ungebrochen. 1981 wurde durch den Beitritt des Schlagzeugers John Morgan aus dem Trio ein Quartett. 1985 verließ dann Bassist Tony Baylis die Band und sprengte damit die Erfolgformation der späten 70er. In den kommenden Jahren wechselten die Bassisten und die Studiotätigkeit der Musiker ließ nach. Trotzdem traten sie weiter regelmäßig auf und mehrere Best-of-Alben und Compilationen aus der Cutler-Zeit erschienen. Eine einzige Single erschien von ihnen in den 1990er Jahren mit I Want to Be an Eddie Stobart Driver. Stobart ist eine nordenglische Spedition und das Lied ist den Lkw-Fahrern gewidmet, die Single wurde in der Form eines Lkw gepresst. Sie erreichte immerhin die unteren, nicht-offiziellen Ränge der Verkaufscharts.

### Die 2000er
2000 erschien mit The Finest 'Arvest eine weitere Best-of-CD der Wurzels und zeigte, dass das Interesse an der Band weiterhin vorhanden war. Deshalb entschloss man sich bei der Plattenfirma, zum 25-jährigen Jubiläum des Nummer-1-Hits Combine Harvester 2001 einen Remix herauszubringen. Damit kehrten die Südwestengländer nach mehr als zwei Jahrzehnten unter die Top 40 der britischen Charts zurück. Auch eine Coverversion des Oasis-Hits Don’t Look Back in Anger schaffte es bis in die Charts. Es wurde im so genannten „Scrumpy-and-Western“-Stil eingespielt, für den die Wurzels und andere Bands des West Country bekannt sind, einer Art moderner Folk mit Spaß-Elementen. 2007 waren sie zusammen mit dem Radio-DJ-Veteranen Tony Blackburn und einer Neuaufnahme ihres Klassikers I Am a Cider Drinker erneut erfolgreich. Nachdem Tommy Banner zuvor erfolgreich den Prostatakrebs überwunden hatte, wurde die Single als Benefizsingle zugunsten einer Krebsorganisation veröffentlicht.

### Bristol City F.C.
Die Wurzels standen schon immer in enger Beziehung zum südenglischen Fußballverein Bristol City. I Am a Cider Drinker und insbesondere Drink Up Thy Zider sind bei den Fans sehr populär. Letzteres ist die Stadionhymne nach Schlusspfiff bei Heimsiegen. 1976 nahmen die Wurzels das zuvor gefloppte Morning Glory und versahen es mit einem neuen Text. Unter dem Titel One for the Bristol City wurde das Lied schließlich zur offiziellen Hymne des Vereins und wird inzwischen bei den Heimspielen beim Einlaufen der Mannschaften gespielt. Als Bristol 2007 nach längerer Drittklassigkeit in die Football League Championship, die zweithöchste englische Liga aufstieg, nahm die Band das Lied zusammen mit dem Verein erneut auf und veröffentlichte es erfolgreich als Single.

## Bandmitglieder

### Gründungsmitglieder 1966
- Adge Cutler (Sänger, Songwriter), bis 1974 (†)
- Reg Quantrill (Banjo, Gitarre), bis 1974
- John Macey (Bassist), bis 1968
- Reg Chant (Akkordeon), bis 1967
- Brian Walker (Tuba), bis 1967

### Die Erfolgsband 1974 bis 1981
- Tommy Banner (Sänger, Akkordeon, Klavier), seit 1967
- Tony Baylis (Bassist, Tuba), 1969 bis 1985
- Pete Budd (Gitarre, Banjo), seit 1974

### Aktuelle Besetzung 2007
- Tommy Banner (Sänger, Akkordeon, Klavier), seit 1967
- Pete Budd (Gitarre, Banjo), seit 1974
- John Morgan (Schlagzeug), seit 1981
- Sedge Moore (Bassist), seit 2007

## Diskografie
| Adge Cutler & the Wurzels - Adge Cutler & the Wurzels (1967) - Adge Cutler’s Family Album with the Wurzels (1967) - Cutler of the West (1968) - Carry On Cutler! (1969) - Don’t Tell I, Tell ’Ee (1974, Kompilation, posthum) The Wurzels - The Wurzels Are Scrumptious! (1975) - The Combine Harvester (1976) - Golden Delicious (1977) - Give Me England! (1977) - I’ll Never Get a Scrumpy Here (1978) - I Am a Cider Drinker (1979) - The Wurzels (1981) - Freshly Cut (1983) - Mendip Magic ’Live’ (1995) - The Finest ’Arvest of the Wurzels featuring Adge Cutler (2000, UK: Gold) - Never Mind the Bullocks – ’Ere’s the Wurzels (2002) - A Taste of the West (2004) - Top of the Crops (2006, live) | Adge Cutler & the Wurzels - Drink Up Thy Cider (1966) - Scrumpy & Western EP (1966) - The Champion Dung Spreader (1967) - I Wish I Was Back on the Farm (1967) - All over Mendip (1967) - Don’t Tell I, Tell ’Ee (1968) - Up the Clump (1968) - Ferry to Glastonbury (1969) - Poor, Poor Farmer (1971) - Little Darlin’ (1972) The Wurzels - Combine Harvester (Brand New Key) (1976) - I Am a Cider Drinker (1976) - Morning Glory (1976) - Farmer Bill’s Cowman (1977) - Give Me England! (1977) - One for the Bristol City (1977) - The Tractor Song (1978) - I’ll Never Get a Scrumpy Here (1978) - Drunk on a Saturday Night (1980) - I Hate JR / I Love JR (1980) - I Shot JR (1980) - If You Got Nothin’ On Tonight (1980) - Coughin’ Song (1982) - Wurzel Rap (1983) - All Fall Down (1986) - Sunny Weston-Super-Mare (1988) - I Want to Be an Eddie Stobart Driver (1995) - Combine Harvester 2001 Remix (2001) - Come On Santa! (2001) - Don’t Look Back in Anger (2002) - I Am a Cider Drinker 2007 (2007, mit Tony Blackburn) - One for the Bristol City (2007, mit Bristol City FC) |